# ヘイル・トゥ・イングランド
『ヘイル・トゥ・イングランド』（Hail to England）は、アメリカ合衆国のヘヴィメタル・バンド、マノウォーが1984年に発表した3作目のスタジオ・アルバム。

## 背景
アルバム・タイトルは、無名時代のバンドがイギリスでいち早く好評を得たことにちなんでいる。なお、ロス・ザ・ボスによれば、早くからバンドに好意的だったイギリスのジャーナリストの一人がマルコム・ドームで、収録曲「ブリッジ・オブ・デス」はドームに捧げられた。
バンドは本作リリースに伴うツアーより、「ウォール・オブ・ヴードゥー」と呼ばれる大音響システムを使い始め、同年にはギネス世界記録において、ザ・フーの記録を破り「世界一大音量の演奏」に認定された。

## 反響・評価
本作は1984年2月18日付の全英アルバムチャートで最高83位を記録し、バンド初の全英トップ100アルバムとなった。Eduardo Rivadaviaはオールミュージックにおいて5点満点中4点を付け「時代を超えた典型的なパワーメタル・アルバムの一つ」「音楽的には、ベーシストのジョーイ・ディマイオとギタリストのロス・ザ・ボスによる曲作りは、ここに来て絶好調となり、オールド・スクールのメタルとスラッシュの激烈さの完璧な融合（それこそがパワーメタルの定義である）が見出せる」と評している。
Dom Lawsonは2016年、loudersond.comの企画「マノウォーの最もマノウォー的な10曲」において、本作からの「キル・ウィズ・パワー」を3位に挙げた。また、loudwire.comの2017年の企画「時代を超えたパワーメタル・アルバム・トップ25」では17位にランク・イン。

## 収録曲
特記なき楽曲はジョーイ・ディマイオ作。6.はインストゥルメンタル。
1. ブラッド・オブ・マイ・エネミーズ "Blood of My Enemies" – 4:15
2. イーチ・ドーン・アイ・ダイ "Each Dawn I Die" (Joey DeMaio, Ross the Boss) – 4:20
3. キル・ウィズ・パワー "Kill with Power" – 3:57
4. ヘイル・トゥ・イングランド "Hail to England" – 4:24
5. アーミー・オブ・ジ・イモータルズ "Army of the Immortals" (J. DeMaio, Ross the Boss) – 4:24
6. ブラック・アローズ "Black Arrows" – 3:06
7. ブリッジ・オブ・デス "Bridge of Death" – 9:00

## カヴァー
「ブラッド・オブ・マイ・エネミーズ」は、エッジ・オブ・サニティのアルバム『ザ・スペクトラル・ソロウズ』（1993年）でカヴァーされた。また、「キル・ウィズ・パワー」は、アーチ・エネミーのEP「デッド・アイズ・シー・ノー・フューチャー」（2004年）でカヴァーされた。

## 参加ミュージシャン
- エリック・アダムス - ボーカル
- ロス・ザ・ボス（英語版） - ギター、キーボード
- ジョーイ・ディマイオ - ベース、8弦ベース、ピッコロ・ベース（英語版）、ベース・ペダル
- スコット・コロンバス（英語版） - ドラムス、パーカッション

アディショナル・ミュージシャン
- St. Mary's Cathedral Choir - クワイア(on #4)
- デヴィッド・コレル - クワイア指揮(on #4)